# Benia
Benia (ukr. Беня, Benia) – wieś w Rumunii, w okręgu Suczawa, w gminie Moldova-Sulița. W 2011 roku liczyła 667 mieszkańców. 